# Euphorion (mythologie)
Euphorion (en grec ancien: Εὐφορίων signifiant l'abondant) est un personnage de la mythologie grecque.

## L'Histoire
Fils d'Achille et d'Hélène, Euphorion est conçu après leur mort, alors qu'ils résident dans les îles des Bienheureux. Son nom évoque la fertilité de son île de naissance. De nature supra-humaine, il possède une paire d'ailes et une grande beauté.
Zeus tombe amoureux de l'éphèbe mais celui-ci repousse ses avances. Furieux, le dieu le foudroie, et son corps sans vie chute sur l'île de Milos. Toujours en colère d'avoir été repoussé, Zeus interdit qu'on l'ensevelisse. Mais les nymphes ont pitié et lui procurent une sépulture. Poursuivant sa rancune, Zeus transforme alors les nymphes en grenouilles.

## Origine
L'histoire, contée par Ptolémée Chennos, est connue grâce à la Bibliothèque de Photios.

## Évocation artistique et interprétations
Le conte illustrerait les liens entre la grenouille, animal chtonien, et les rites funéraires dans l’antiquité gréco-romaine.
Dans son deuxième Faust, Goethe met en scène Euphorion, qui représenterait la poésie moderne.